# Lehel utcai műhelyház
A Lehel utcai műhelyház egy iparosok számára készült Budapesti dolgozó- és lakóépület.

## Története
Az 1910-es években Bárczy István kislakás- és iskolaépítési programja keretében számos kislakásos bérház épült Budapesten. Ezek közé tartozott a Lehel u. 14. szám alatt (Lehel utca – Taksony utca sarkán) megépült épület is, azzal a különbséggel, hogy ez egyben speciális iparos műhelyeket is magában foglalt.
Az épület terveit Medgyes Alajos készítette el. Az épület az angyalföldi iparterület közepén épült fel, és korabeli ismertetés szerint „oly kisiparosok számára szolgál, akik jó és olcsó műhelyt nem kapnak és eddig egészségtelen, fülledt, sötét pincékben, vagy pedig lakásuk szobájában dolgoztak.”
A földszint + három emeletes épület a következőket tartalmazta:
- 56 egyszobás lakás műhellyel – évi bérleti díj 500 korona/db
- 20 kétszobás lakás műhellyel – évi bérleti díj 700 korona/db
- 14 egyszobás lakás üzlettel (földszinten) – évi bérleti díj 800 korona/db
- 5 kétszobás lakás üzlettel – évi bérleti díj 1000 korona/db
- 6 nagy raktár (szuterénben) – évi bérleti díj 1200 korona/db
- 160 m2-es terem ismeretterjesztő előadások számára 2 előkészítő szobával (manzárdban)
- 1 inasotthon, 6 terem, 52 ágy
- 2 nappali az inasotthonhoz
- 2 felügyelőlakás az inasotthonhoz
- 2 konyha az inasotthonhoz
- 2 gondnoki lakás
- több klozet, mosdó, fürdőhelység

A műhelyek 25-30, a hozzátartozó szobák 18-22 m2-esek lettek, a helységek magasságát 3,20 m-ben állapították meg. 
A helységeket központi fűtéssel és gázvilágítással, a műhelyeket a gépkehez elektromos árammal szerelték fel. 
Az építkezés költsége 1.038.800 korona (20 korona / m2) volt.
Az épület napjainkban is áll, de eredeti funkciója helyett egyszerű lakóházként működik.

## Képtár

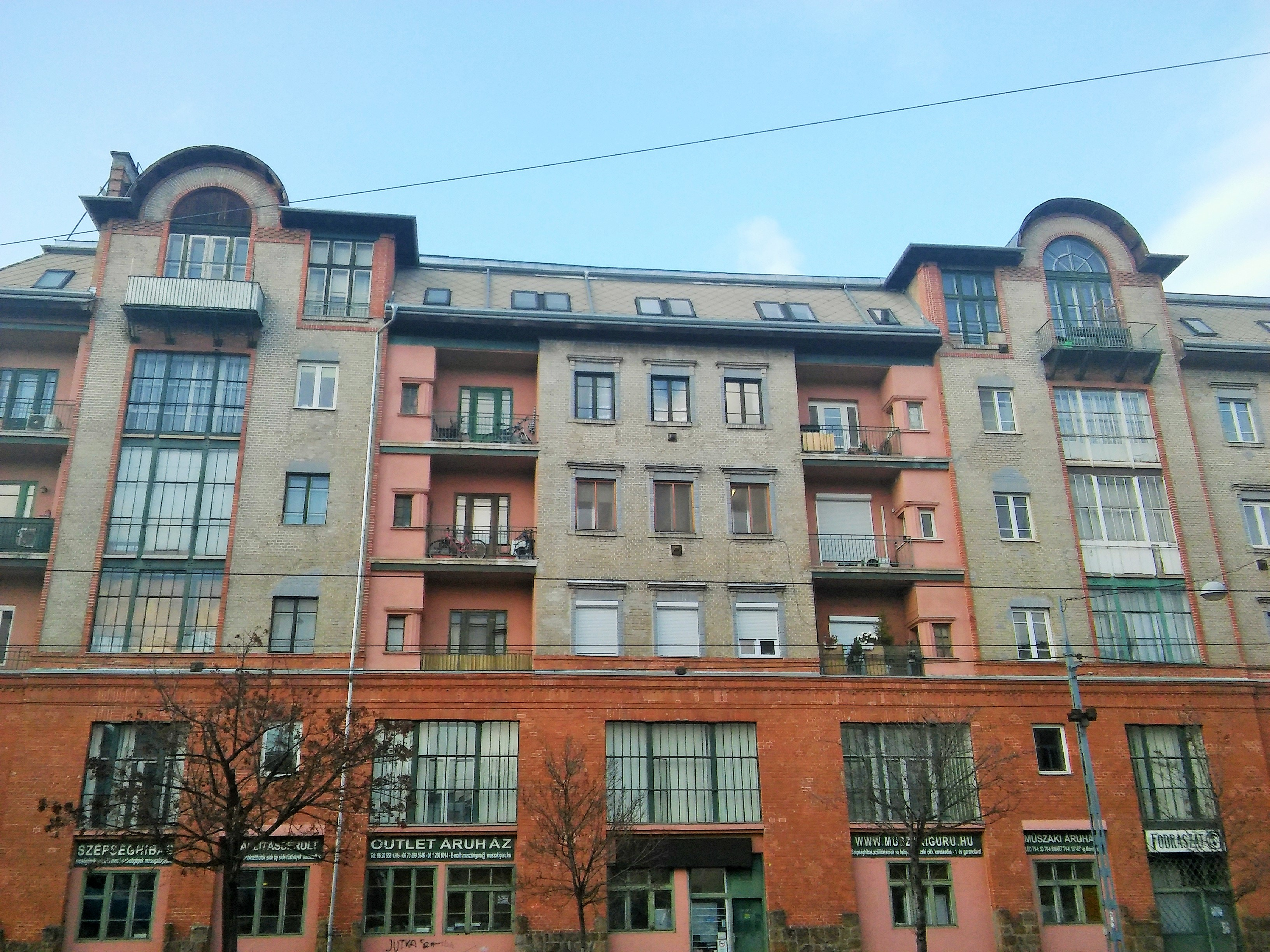
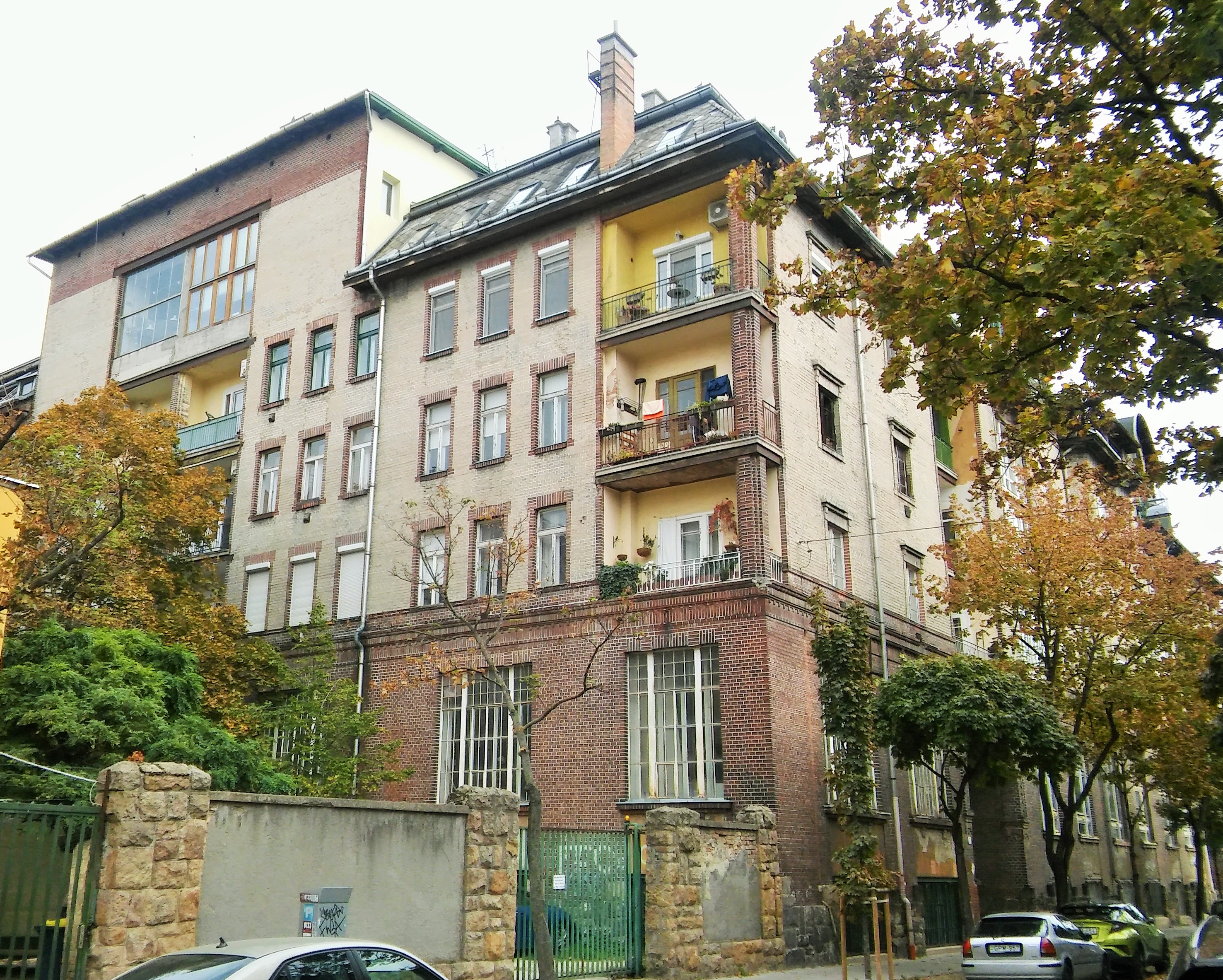
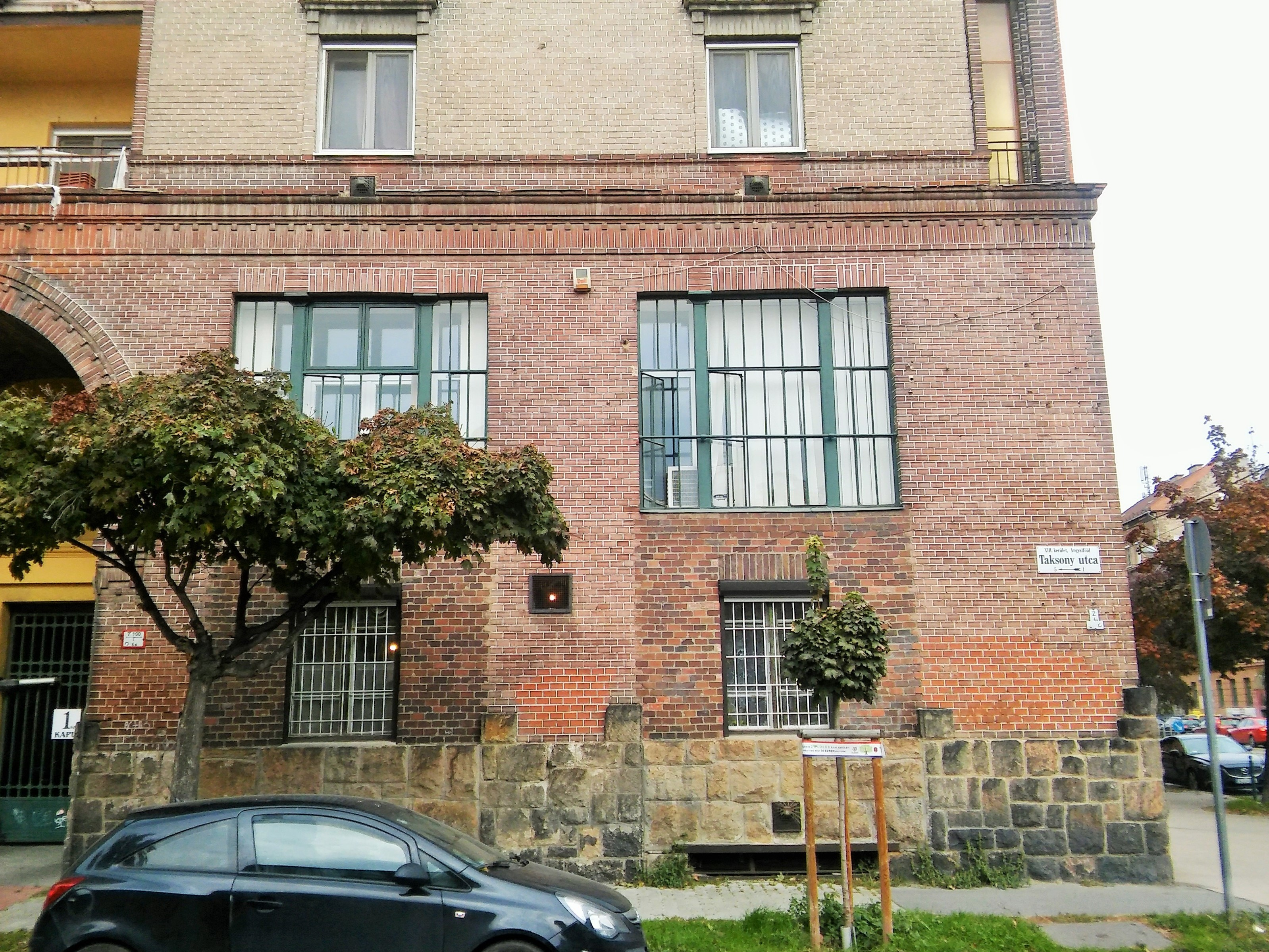
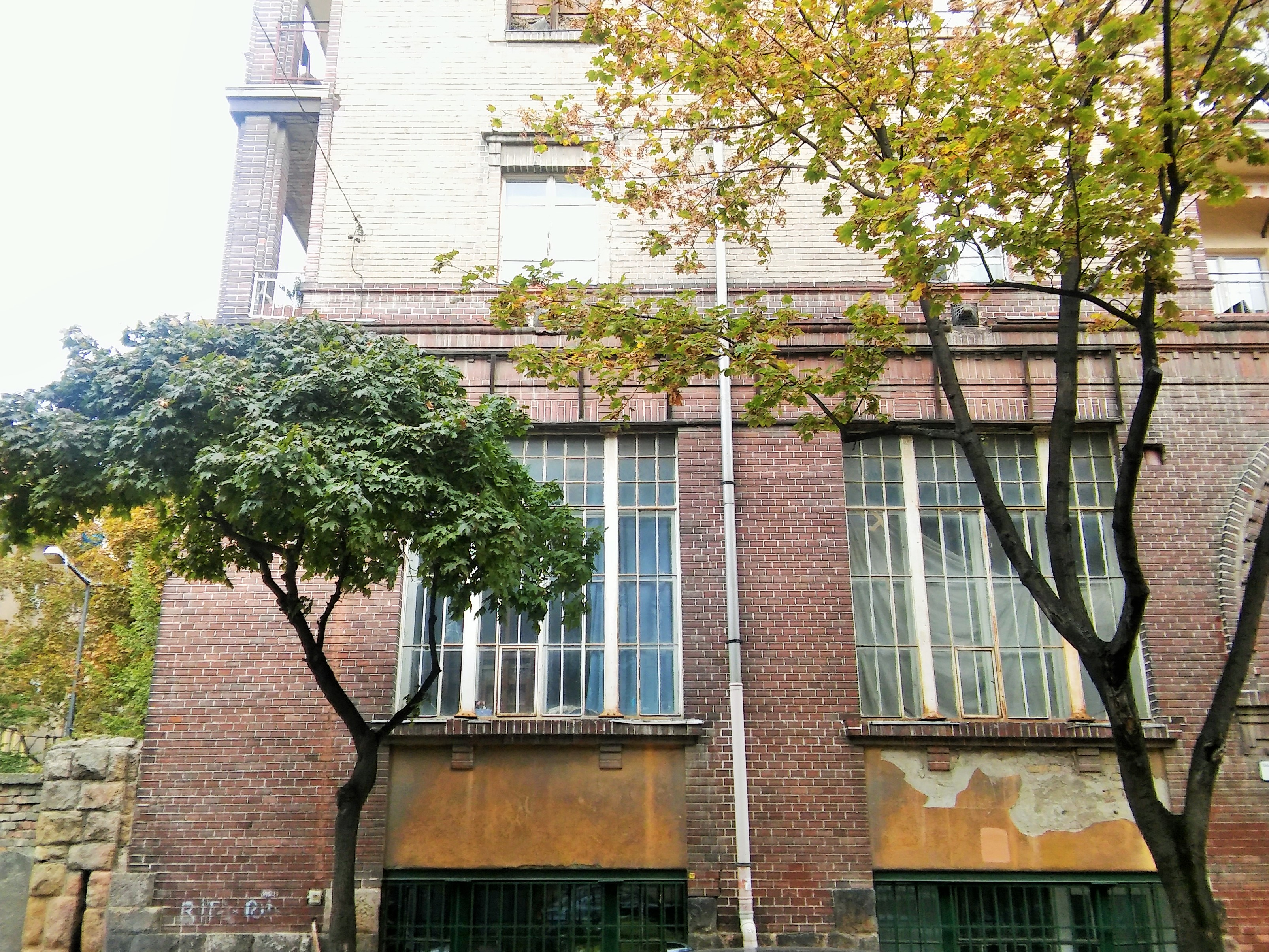
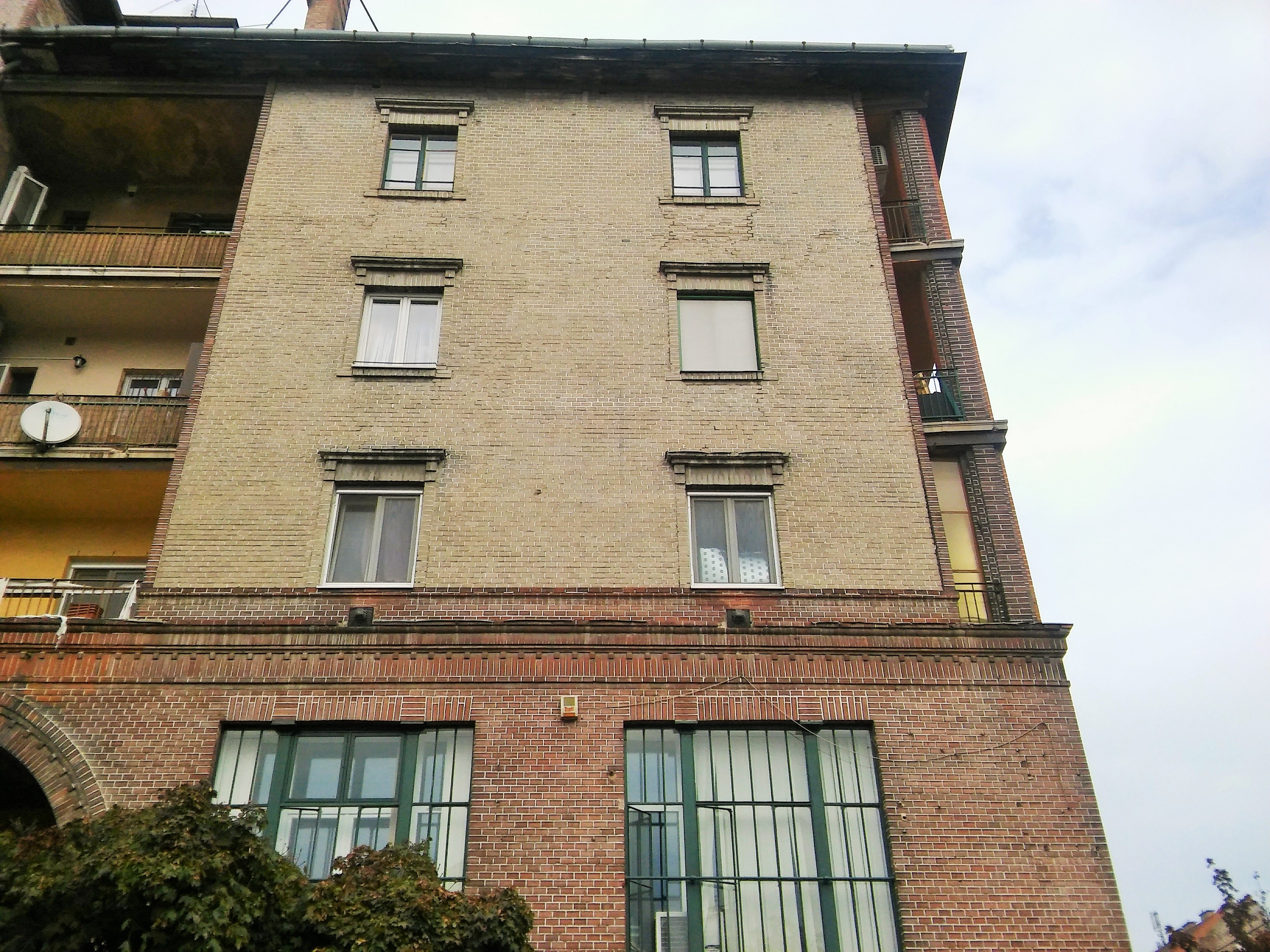
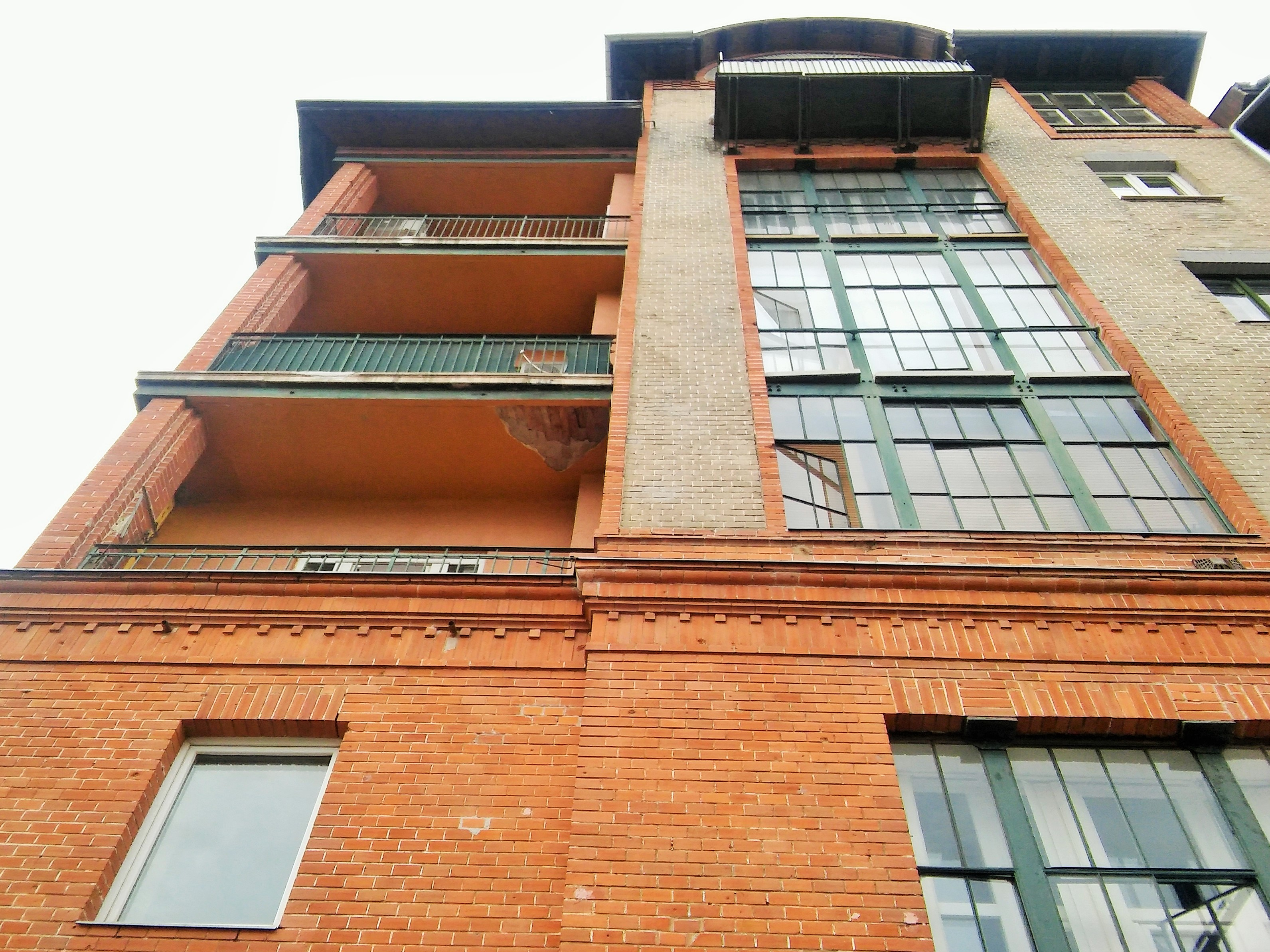
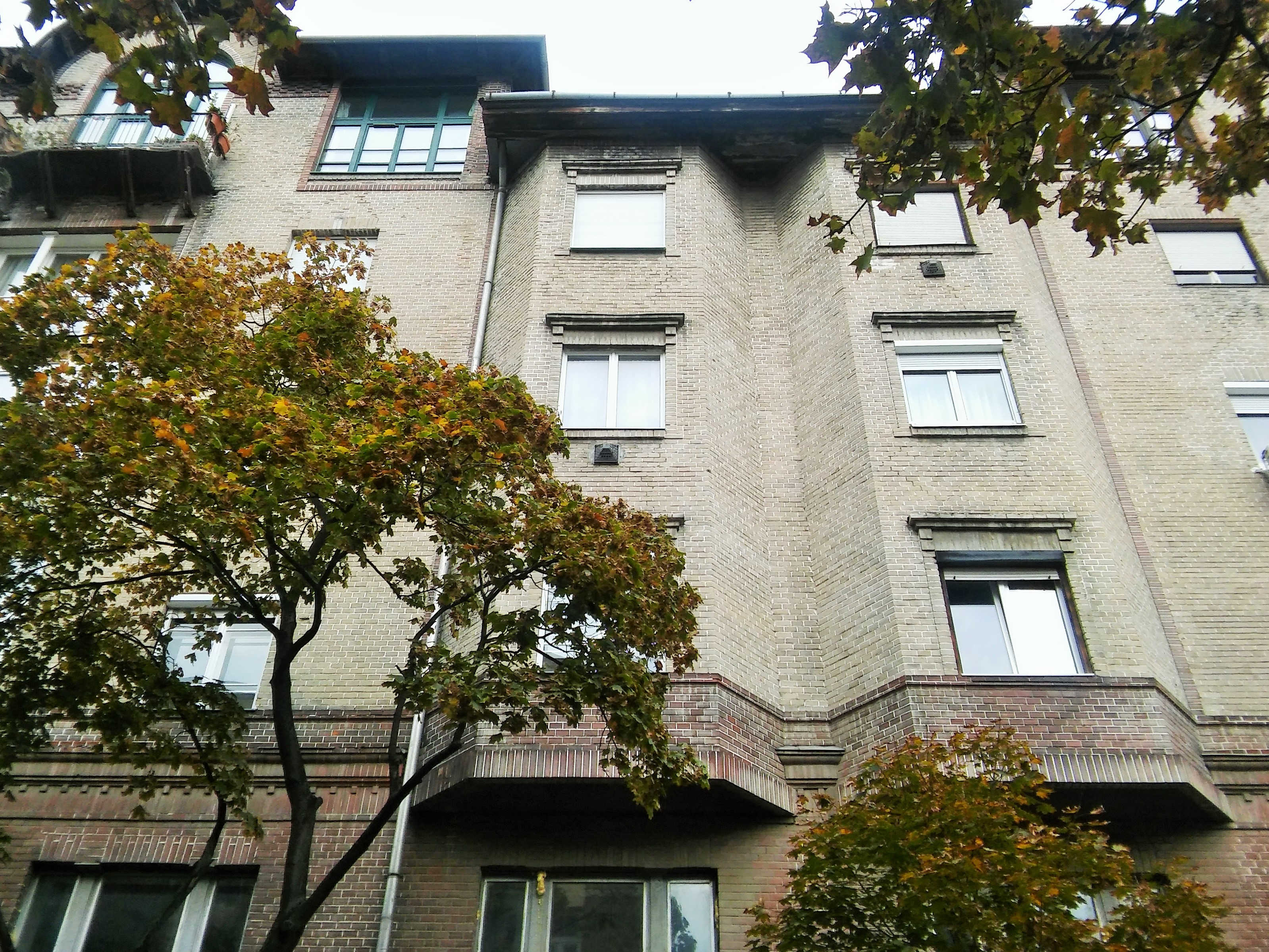
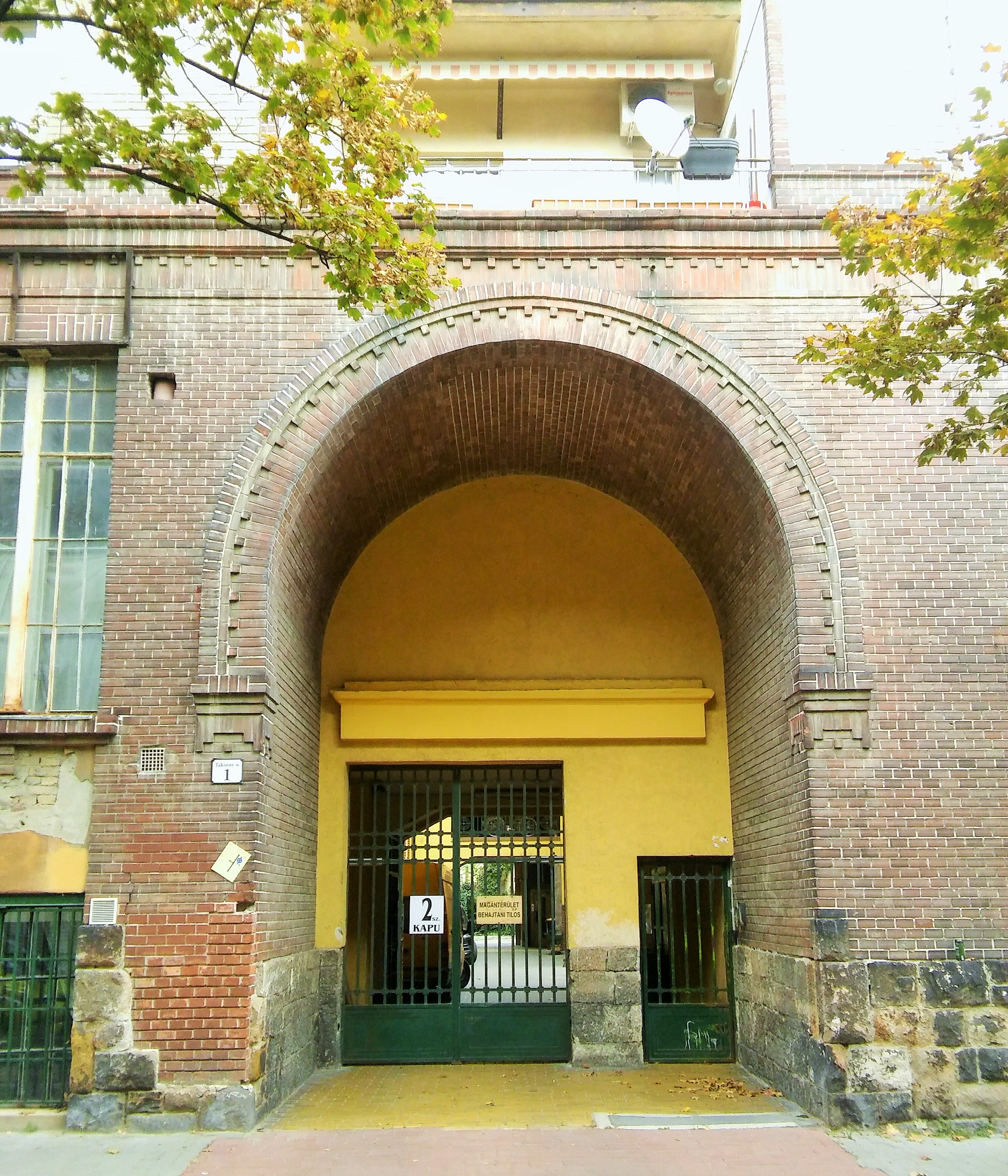
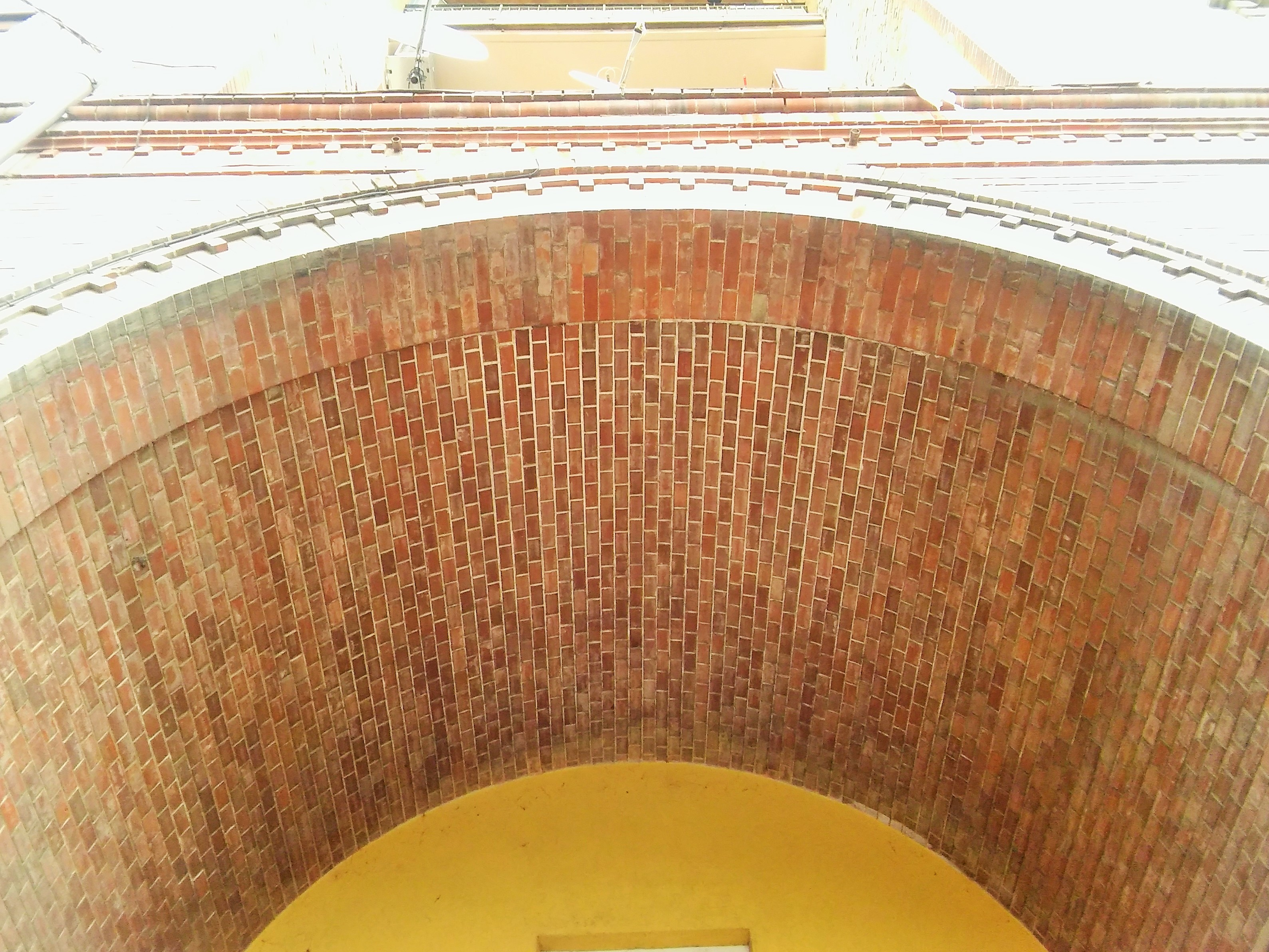
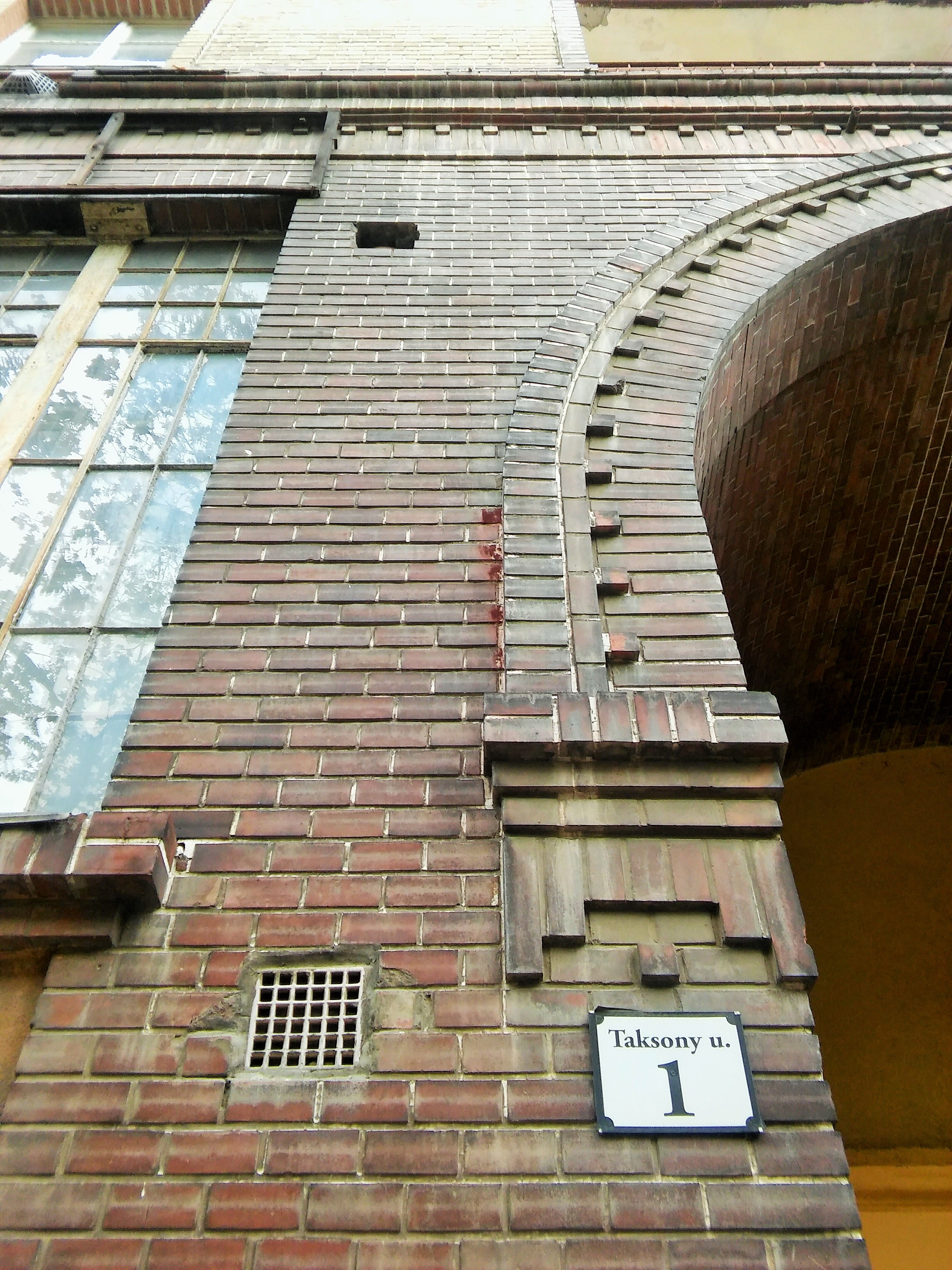
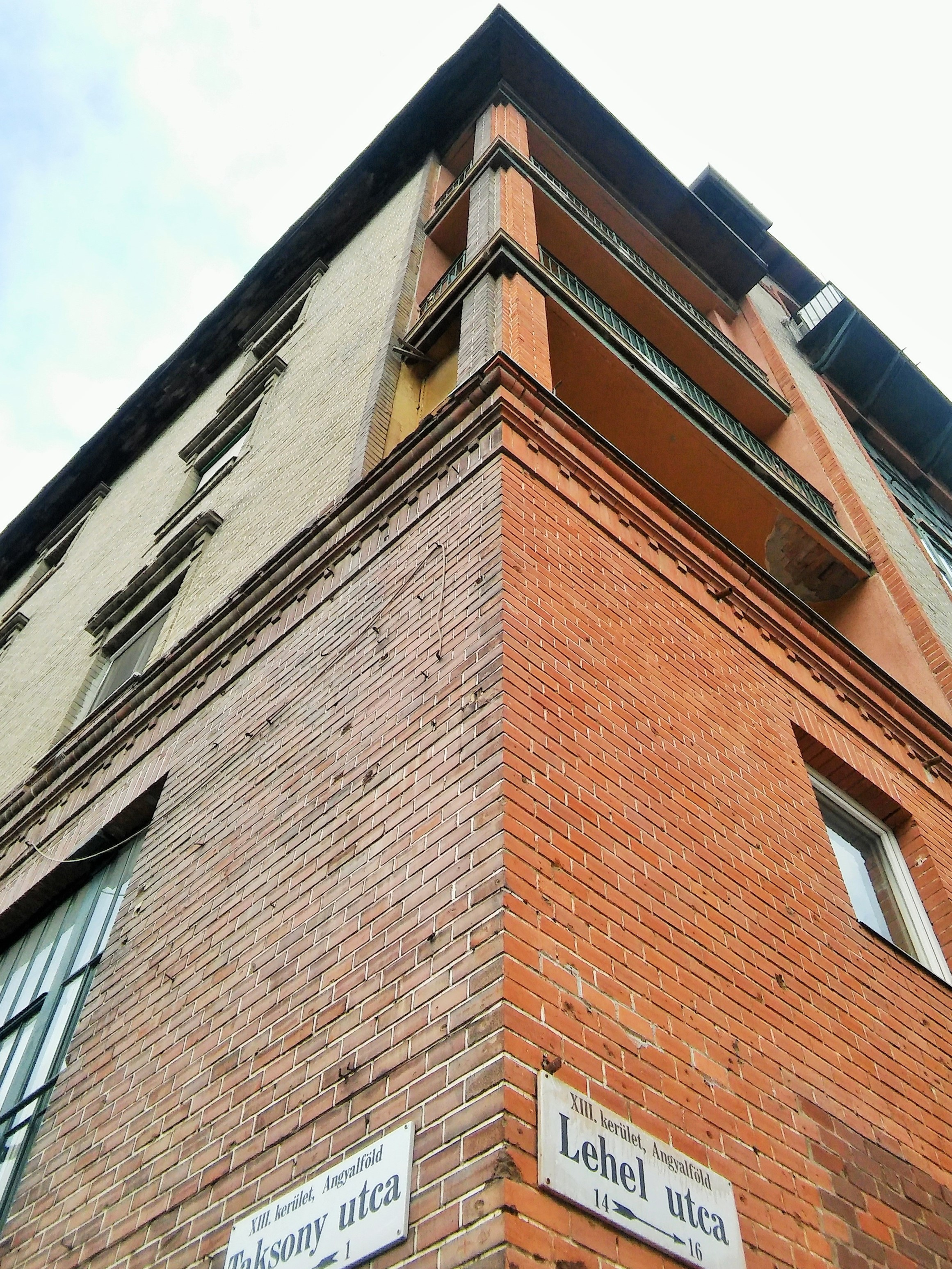
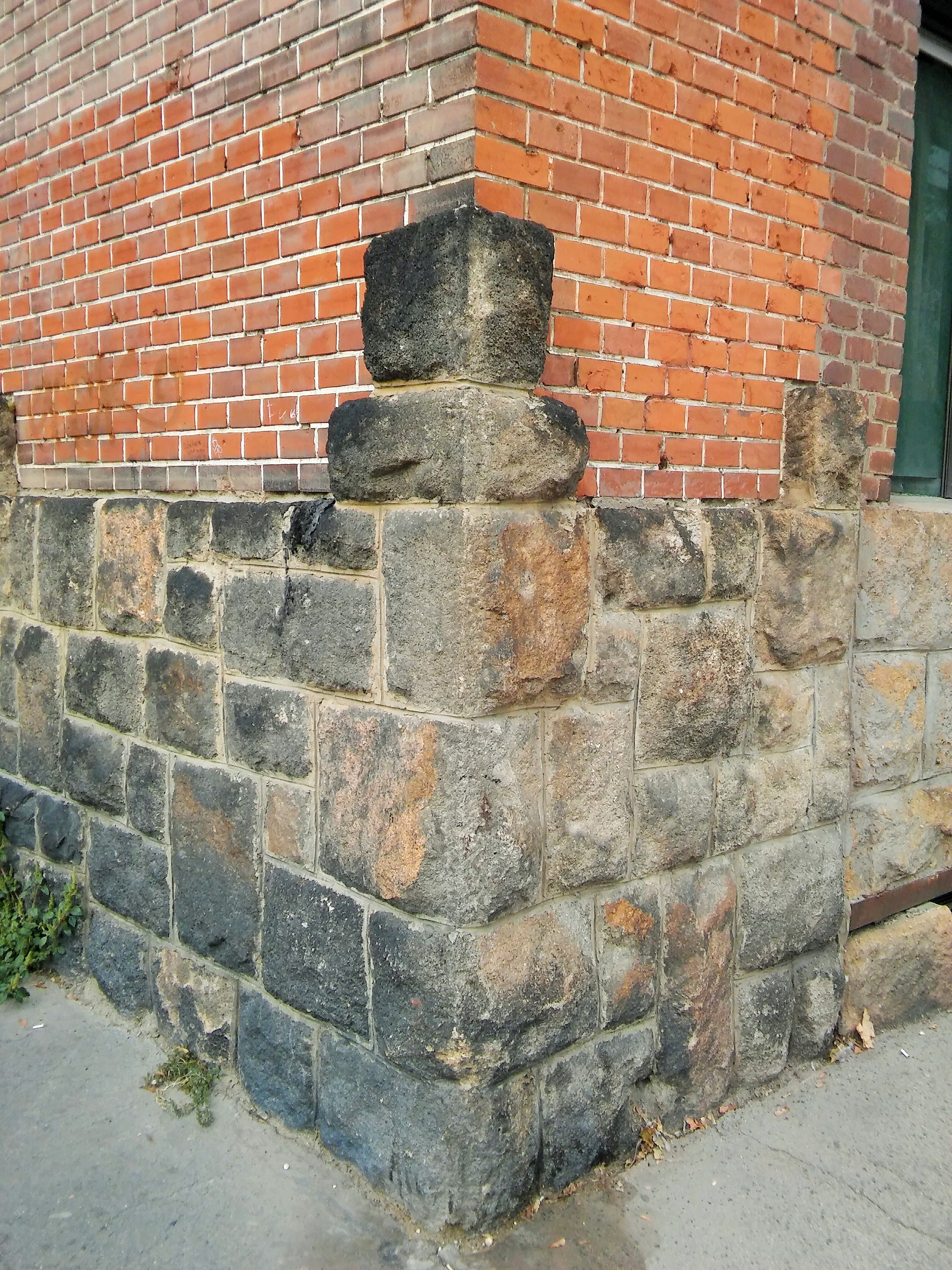
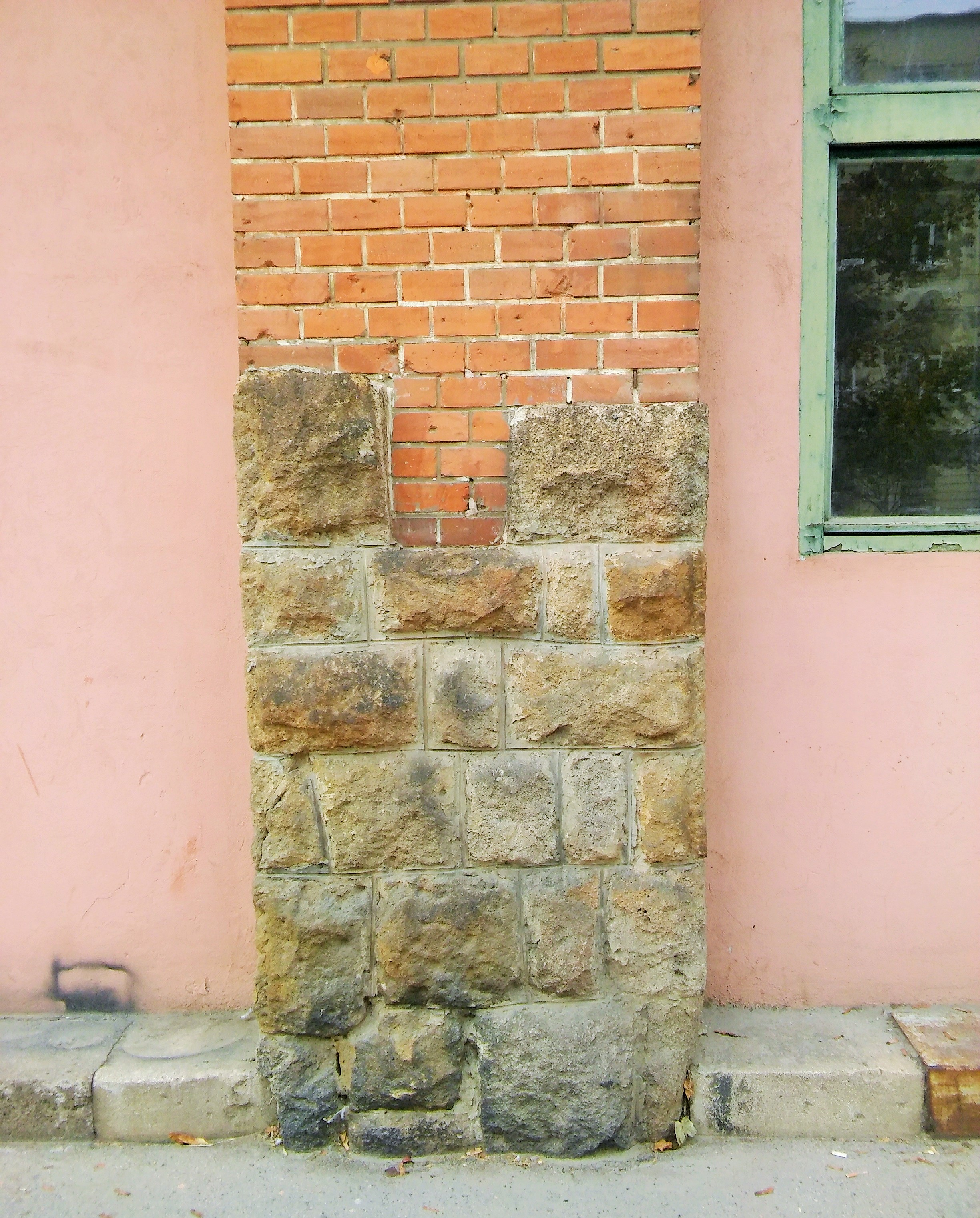
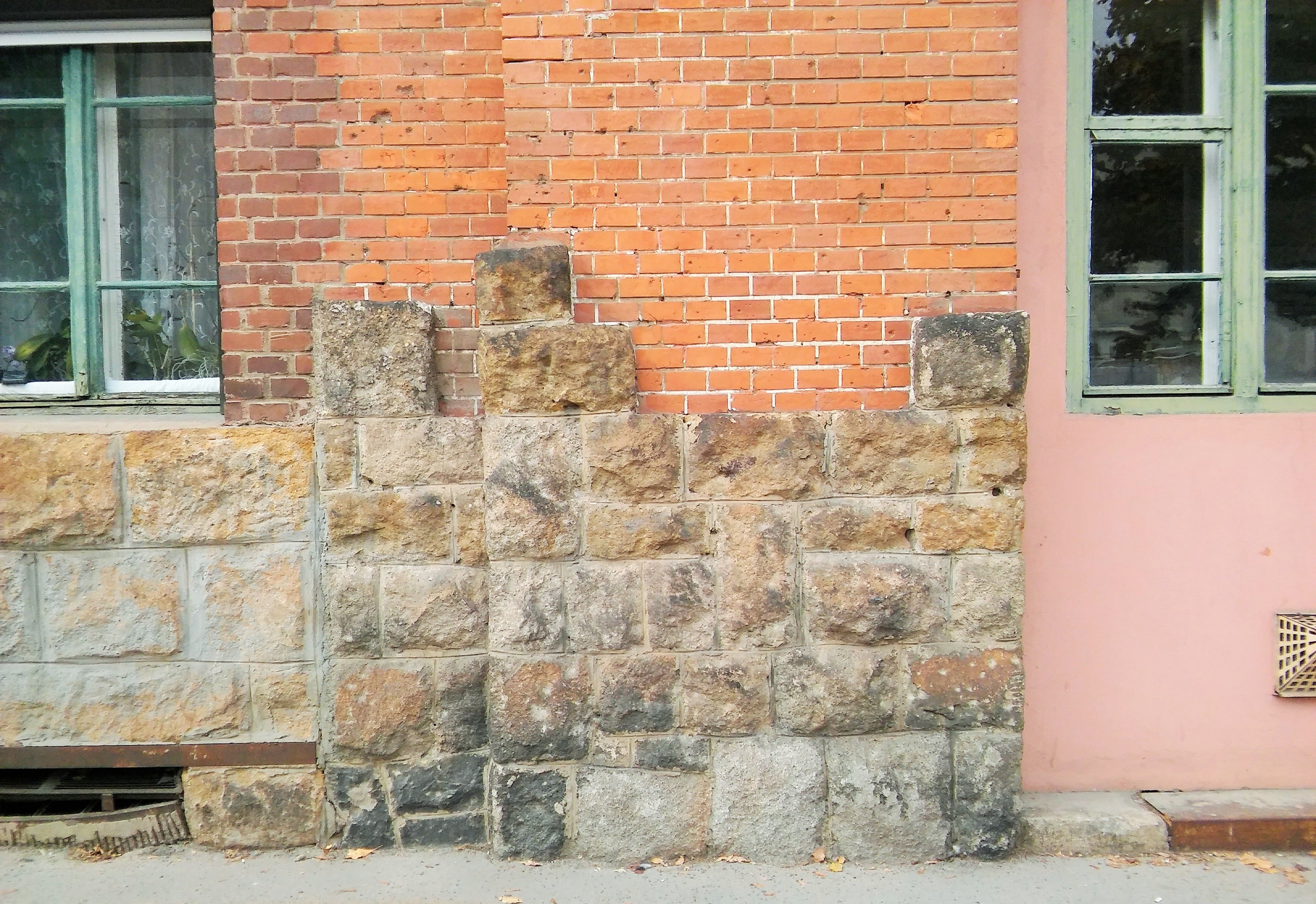
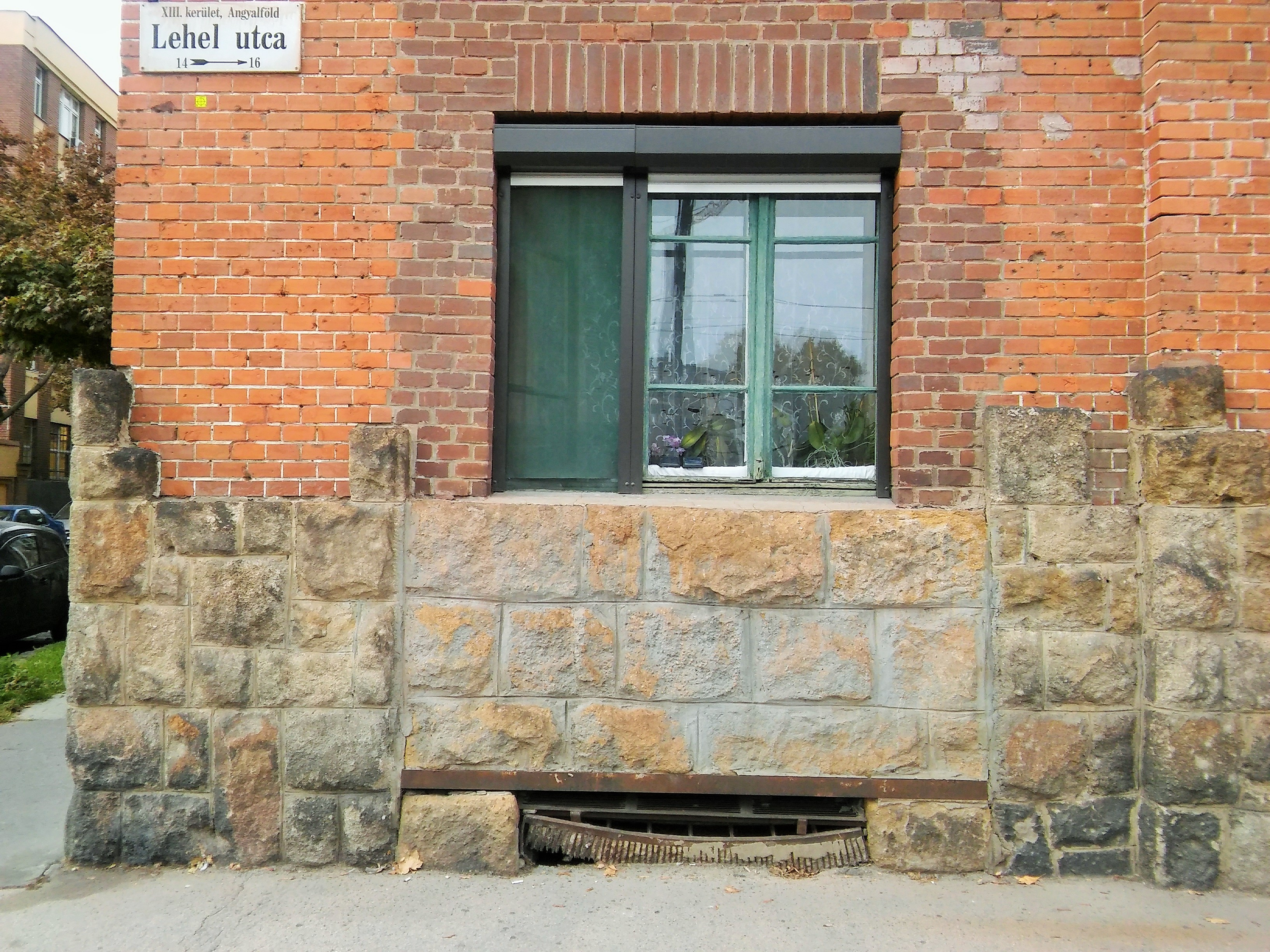
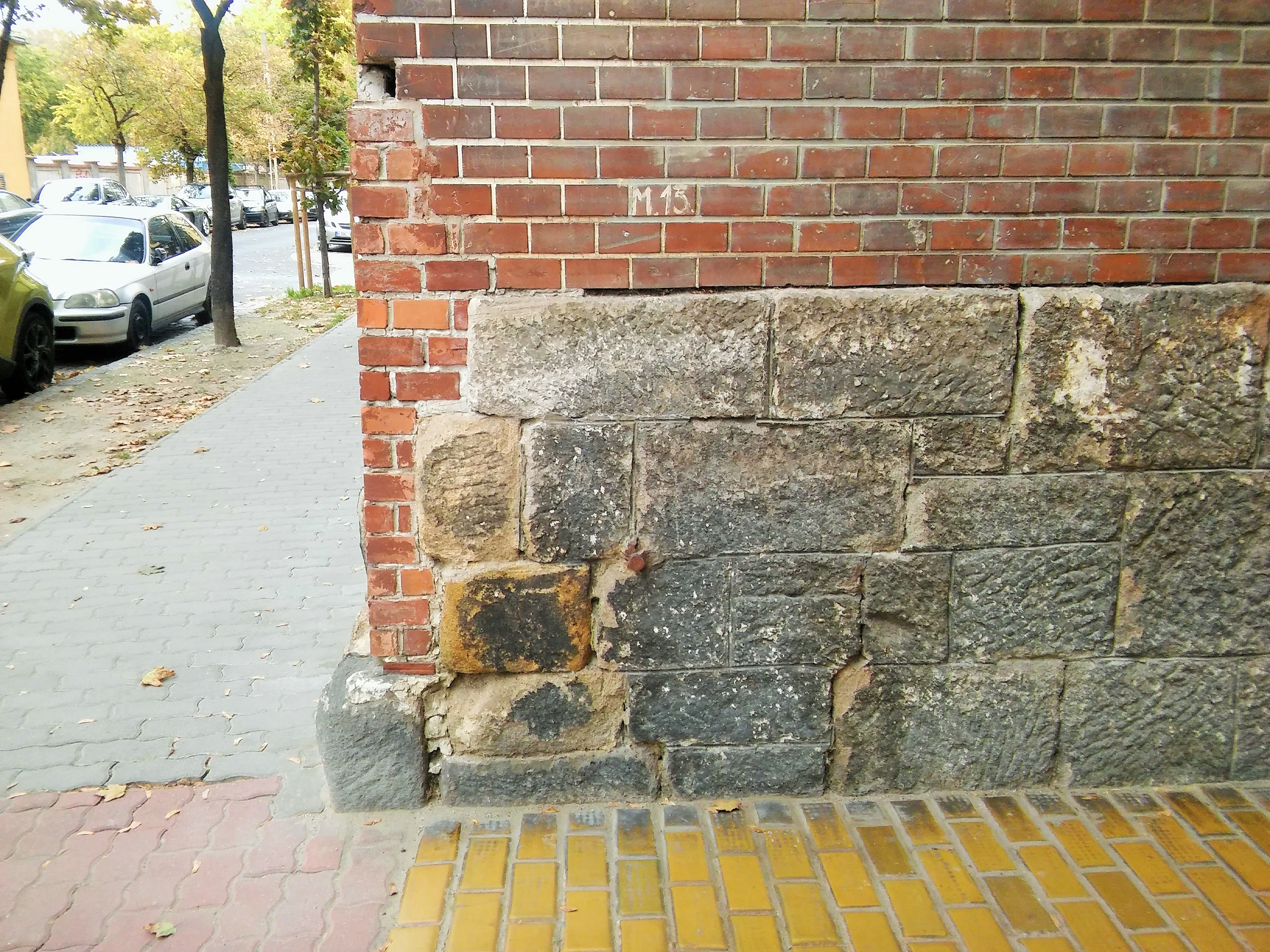